# Mosquée de Sefer-bey
La mosquée de Sefer-bey, également connue sous le nom de Pećinska džamija, est située sur le territoire de la ville de Banja Luka, l'actuelle capitale de la république serbe de Bosnie en Bosnie-Herzégovine. Elle a été construite au début du XVIIe siècle.
La cour intérieure de la mosquée (en bosnien : harem) abrite un cimetière avec 28 nişans (stèles ottomanes). Cet ensemble funéraire est inscrit sur la liste des monuments nationaux de Bosnie-Herzégovine.

## Description

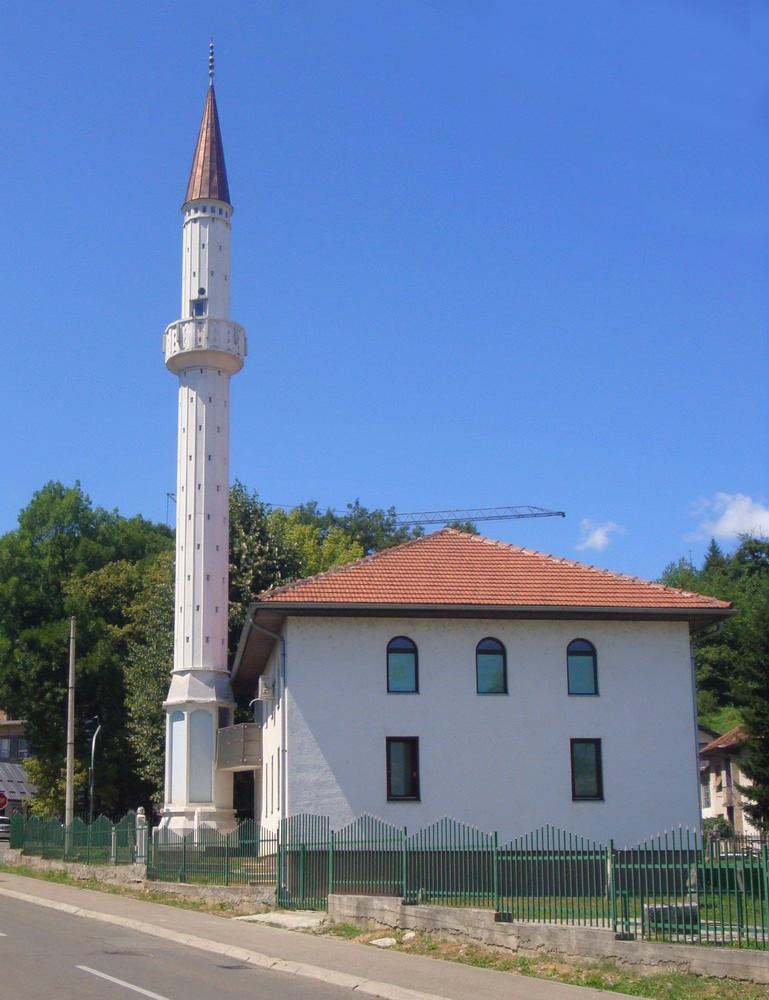
Autre vue de la mosquée